# 완충기

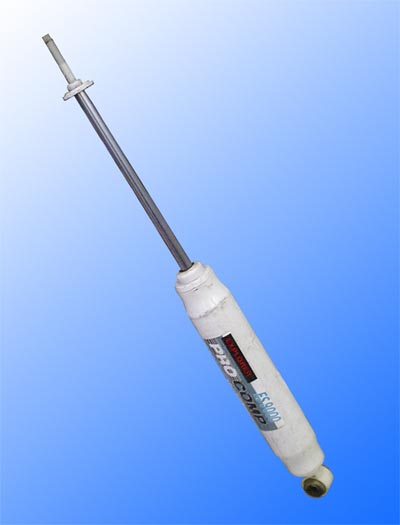
고압 가스 쇼크 업소버

완충기(緩衝器)는 위치의 이동을 억제하기 위한 장치다. 미국식 영어로는 쇼크 업소버(미국 영어: shock absorber) 혹은 영국식 영어로는 댐퍼(영국 영어: damper)라고 한다. 용수철을 사용해 진동, 충격을 중간에서 완화하는 시스템에서 용수철의 특성에 의한 반동(주기 진동)을 완화하기 위해 사용된다. 주로 자동차 등의 서스펜션에 사용된다.(철도차량에서 사행동 억제에 사용되는 요댐퍼 등)

## 개요

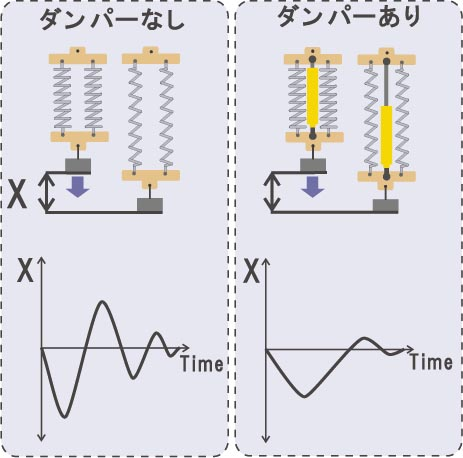
쇼크 업소버의 효과 개략

자동차의 서스펜션 시스템에서는 용수철의 변형(늘어남과 줄어듦)을 통해 위치를 보관·유지하여 진동이나 충격 등에 의해 입력된 힘을 흡수한다. 그러나 용수철은 자신의 변형을 통해 흡수한 에너지를 다시 원래 형태로 되돌리는 특성이 있다. 이것을 주기 진동이라고 한다.
쇼크 업소버는 이 주기 진동을 최소화하기 위해 위치이동(스트로크)시 저항을 발생시키고 운동 에너지를 열로 변환하여 주기 진동의 소멸을 앞당기는 역할을 한다. 또, 초기 입력시에 같은 에너지 변환을 통해 용수철에 입력되는 에너지를 경감하는 역할도 한다.
쇼크 업소버를 사용한 용수철계는 사용하지 않은 경우와 비교할 때 받은 힘에 비해 스트로크가 작고 진동이 빠르게 흡수된다(그림을 참조). 자동차 등의 탈것에서는 이 특성을 살려 가감속시·선회시의 자세 안정, 또 고르지 못한 노면에 대한 승차감 향상 등을 목적으로 널리 이용되고 있다.

## 구조
쇼크 업소버는 외부로부터 힘이 입력되면 거기에 응하여 신축된다(이 신축 또는 신축량을 스트로크라고 부른다). 완충기의 주된 기능은 외력에 의해 스트로크가 발생하는 경우 거기에 반발하는 저항을 발생시키는 것이다. 또, 단지 저항을 발생하는 것뿐 아니라 용수철계(서스펜션)에 맞추어 저항을 적정하게 제어하는 기능도 가진다. 쇼크 업소버가 발생시키는 저항은 '감쇠치' 혹은 '감쇠력' 등으로 수치화되는 경우가 많으며, 어느 쪽도 마찰계수를 수치화한 것이기 때문에 무차원치이다.
초기의 쇼크 업소버는 고체끼리의 마찰 저항을 이용한 것·기체 내를 이동할 때의 저항을 이용한 것·물성으로서 감쇠력을 가지는 고무를 이용한 것 등 여러 가지 방식이 시험되어 일부는 이용되었지만, 모두 내구성, 저항치의 제어, 저항의 절대치 등에 문제가 있어 현재는 액체의 점성저항을 이용한 오일식(액체식) 쇼크 업소버가 널리 보급되어 있다.
오일식 쇼크 업소버는 오일(점성 저항을 발생하는 매체를 가리키며, 반드시 기름을 나타내는 것은 아니다)을 채운 통에, 앞부분에 피스톤을 붙인 피스톤 라드를 넣어 스트로크(stroke)시킨다. 완충기의 피스톤은 주사기나 엔진의 것과 달리 완전하게 밀폐되지 않고 어느 정도 오일을 통과시키는 구조로 되어 있어, 피스톤은 오일 내부에서 이동할 수 있다. 또, 피스톤은 오일을 통과시킬 때에 점성저항을 받아 이 저항을 조절하는 것을 통해 감쇠력을 조정한다.

복통식 댐퍼의 개념도
A:피스톤 라드
B:외통
C:내통
D:피스톤
(피스톤 밸브)
E:오일
F:베이스 밸브

오일식 쇼크 업소버는 통의 구조에 의해 크게 복통식과 단통식 2종류로 분류된다. 오일은 통상적으로 봉입되어 있기 때문에 들어가거나 흘러나오는 일은 없다. 그러나 피스톤이 통 안쪽까지 진입했을 경우, 피스톤을 보관하는 피스톤 라드도 통 내부에 진입하여, 오일이 피스톤 라드의 체적만큼 통으로부터 흘러넘치게 된다. 통의 구조의 차이는 이 흘러넘친 오일을 컨트롤하는 방식의 차이다.

### 복통식 쇼크 업소버

단통식 댐퍼의 개념도
A:피스톤 라드
B:피스톤
(피스톤 밸브)
C:외통
D:오일
E:프리 피스톤
F:가스실

복통식 쇼크 업소버는 업소버 본체인 통이 외통과 내통의 이중 구조로 되어있는 것이 특징이다. 피스톤 라드 진입시의 오일은 내통의 하부에 설치된 베이스 밸브를 왕복하며, 외통과 내통의 틈새로 이동한다.또, 복통식의 큰 특징으로 수축 방향의 감쇠력과 팽창 방향의 감쇠력을 다른 기구로 제어하는 점이 있다. 업소버가 줄어드는 경우는 위에서 서술한대로 오일은 베이스 밸브를 통해 내통의 밖으로 밀려 나오며, 이 때의 감쇠력 컨트롤은 주로 베이스 밸브로 행해진다(이 때 피스톤에 의한 저항은 거의 고정). 반면 업소버가 늘어나는 경우, 감쇠력의 컨트롤은 피스톤에 설치된 피스톤 밸브로 행해진다(베이스 밸브의 저항은 고정).
복통식 쇼크 업소버는 단통식에 비해 업소버 본체의 전체 길이를 짧게 할 수 있으며, 감쇠력 컨트롤이 2개소로 나뉘기 때문에 밸브 기구를 단순화할 수 있는(특히 감쇠력을 외부 조정식으로 하는 경우 등에 유리)등의 장점이 있다.
복통식 쇼크 업소버는 오일 쇼크 업소버라고도 불린다. 단통식의 특징인 가스압에 의한 안정성에 주목해 외통과 내통 사이에 저압 가스를 봉입한 타입도 등장하는데, 이것은 저압 가스 쇼크 업소버로 불린다.

### 단통식 쇼크 업소버
단통식 쇼크 업소버는 업소버 본체인 통이 단순한 홑겹 구조로 되어 있으며, 통 내부는 오일이 채워진 오일실과 고압의 가스가 충전된 가스실로 나뉘어 그 사이를 자유롭게 움직일 수 있는 프리 피스톤으로 나뉜 구조를 가진다. 피스톤 라드 진입시의 오일은 프리 피스톤을 내리눌러 오일실의 용적을 증가시키며 들어가도록 되어 있다. 또, 업소버의 감쇠력 조정은 늘어나는 쪽과 줄어드는 쪽, 함께 오일 내를 이동하는 피스톤(피스톤 밸브)에 의해 이루어진다. 구조가 단순하기 때문에, 복통식과 같은 지름의 통을 사용하는 경우, 통의 두께를 늘리는, 즉 피스톤 라드를 대경화하는 등의 조치를 통해 강도를 확보하기 쉬운 특징이 있다. 또, 가스압이 항상 걸려있기 때문에 감쇠력이 안정적인 것 등이 장점이다. 다만 고압 가스를 완전하게 봉인할 필요가 있는 프리 피스톤이나 팽창/수축 양방향 저항제어기구를 가지는 피스톤 등 정밀도가 높은 부품이 필요하게 되기 때문에, 비용 측면에서는 복통식에 비해 불리하다.
단통식 쇼크 업소버는 고압 가스를 사용하고 있기 때문에, 가스 쇼크 업소버 또는 앞서 서술한 저압 가스 쇼크 업소버와 구별하기 위해 고압 가스 쇼크 업소버라고도 불린다.

### 제어기구

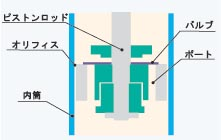
피스톤 밸브 모식도

쇼크 업소버의 피스톤 밸브·베이스 밸브에는 감쇠치(저항)를 제어하기 위한 기구가 있다. 감쇠치의 제어는 피스톤이 이동할 때에 피스톤 혹은 베이스 밸브를 통과하는 오일 경로를 조정하는 방법으로 이루어진다. 기본적으로 오일은 대부분 압축/팽창하지 않기 때문에(이 안정성이 오일식 쇼크 업소버가 보급된 큰 이유이기도 하다), 오일 경로가 작으면 작을수록 피스톤이 움직일 때의 저항은 커지고, 반대로 크면 저항은 작아진다.
피스톤 밸브/베이스 밸브에는 오일 경로를 제어하는 요소로서 각각 '오리피스', '밸브', 포트'라고 불리는 세 개의 기구가 있다. 이러한 요소는 피스톤의 이동 속도에 수반하여, 각각 또는 함께 피스톤 속도에 맞추어 최적 감쇠력이 되도록 오일 경로의 크기를 조정한다.
오리피스
피스톤이 정지해 있을 때, 피스톤과 베이스 밸브에는 오일 경로로서 작은 틈이 존재한다. 이 틈을 '오리피스'라고 부른다. 피스톤이 움직이기 시작했을 때나 매우 느린 속도에서 오일은 오리피스만을 통해 이동하며, 이 사이 오일 경로의 크기는 일정하다. 이 영역의 피스톤 속도를 저속역(약 00.10m/Sec)이라고 한다. 오일 경로의 크기가 일정해도 피스톤의 속도에 의해 감쇠치는 변화하며, 오리피스만이 오일 경로의 요소인 경우의 감쇠치 변화를 오리피스 특성이라고 부른다. 자동차·오토바이의 쇼크 업소버의 경우, 오리피스 특성은 노면상황의 변화, 곡률이 큰 선회시 등의 성능에 깊이 관여한다.
밸브
피스톤 밸브·베이스 밸브에는 포트라 불리는 오일 경로가 있는데, 밸브는 이 포트를 막는 형태로 장착되어 있는 판 모양의 용수철이다. 피스톤이 정지 혹은 저속역인 경우, 밸브는 포트를 완전하게 막고 있어 오일은 포트를 통과할 수 없다. 그러나, 피스톤 속도가 일정치를 넘으면 밸브는 밀어올려져(피스톤이 내려가는 경우)오일은 포트를 통과하기 시작한다. 피스톤 속도가 증가함에 따라 밸브는 크게 변형되어 오일 경로가 점차 커져간다. 이 과도기의 피스톤 속도를 중속역(약 0.10~0.30m/sec)이라고 하며, 이 때의 감쇠치 변화를 밸브 특성(또는 밸브+포트 특성)이라고 부른다. 밸브 특성은 곡률이 높은 선회시등의 성능에 깊게 관여한다.
또, 밸브는 통상 한쪽 편밖에 움직이지 않으며 피스톤이 반대쪽으로 움직이는 경우(예:복통식 쇼크 업소버 축소시의 피스톤 밸브)에는 포트는 여전히 막힌 채가 된다. 이 경우, 오일 경로는 오리피스뿐이다.
포트
피스톤 밸브·베이스 밸브에는 오일이 통과하는 경로로서 포트라 불리는 구멍이 있다. 피스톤 속도가 일정 이상이 되면 전술의 밸브가 완전히 열리며, 포트의 크기에 의해 오일 경로의 크기가 결정된다. 이 포트에 따라서만 감쇠치가 결정되는 피스톤 속도역을 고속역이라고 하며, 그 때의 감쇠치 특성을 포트 특성이라고 부른다. 포트 특성은 요철 등을 넘는 경우와 같은, 노면의 급격한 변화시의 성능에 깊게 관여한다.

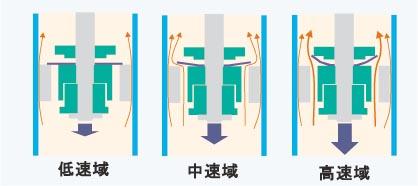
피스톤 속도에 의한 오일의 경로 변화

오리피스 특성, 밸브 특성, 포트 특성은 개개의 요소에 의해 결정되지만, 쇼크 업소버의 감쇠치는 피스톤 속도에 따라 연속적으로 변화시키지 않으면 피스톤이 부드럽게 움직일 수 없게 된다. 때문에 각각의 특성을 적절히 조절해야 하며, 개개의 특성을 특별히 크게 올리거나 할 수는 없다. 또, 밸브와 포트는 밀접하게 연관되어 특성에 관해 의존하고 있다. 이러한 이유로 인해 쇼크 업소버 전체의 특성은 사용 환경을 상정하여 세 요소를 종합적으로 튜닝하여 결정되기 때문에, 쇼크 업소버로서의 특성도 어느 정도 제한을 받는다.
기본적으로 감쇠치가 높은 쇼크 업소버는 저속역에서도 비교적 딱딱하며, 반대로 낮은 쇼크 업소버는 고속역에서도 비교적 부드럽다. 즉, '저속 주행시는 매우 부드럽고 고속 주행시는 매우 딱딱한' 이상적 범용 쇼크 업소버를 개발하는 것은 통상의 제어기구로는 불가능에 가깝다.
이것을 극복하기 위해, 전자제어등에 의해 복수의 포트를 개폐하는 어댑티브 쇼크 업소버가 개발되어 일부 실용화되어 있다(예:토요타 자동차의 TEMS 등).

## 주된 메이커
- SNT 모티브(SNT MOTIV)
- (주)만도 (MANDO Corp.)[깨진 링크(과거 내용 찾기)]
- 제트에프 삭스(ZF SACHS)
- 가야바 공업(KYB)
- 쇼와
- 히타치 제작소
- GAB
- 빌스타인(Bilstein)
- 올린즈(영어판)
- 코니(Koni)
- 테네코(영어판)
- SOQI
- SMC

## 같이 보기
- 사행동